# Care-for-Rare-Stiftung
Die Care-for-Rare Foundation – Stiftung für Kinder mit seltenen Erkrankungen am Dr. von Haunerschen Kinderspital der Ludwig-Maximilians-Universität München wurde von den Stiftungsgründern, dem Kinderarzt Christoph Klein und dem Juristen Andreas Staudacher, als gemeinnützige Stiftung des bürgerlichen Rechts unter der Schirmherrschaft von Bundesministerin Annette Schavan gegründet. Am 12. August 2009 erfolgte die rechtsfähige Anerkennung gem. § 80 BGB in Verbindung mit § 5 Stiftungsgesetz vom Regierungspräsidium Tübingen als zuständiger Stiftungsbehörde. Zudem ist die Stiftung im Sinne der Erfüllung ihrer gemeinnützigen und mildtätigen Zwecke als steuerbegünstigt anerkannt. Im Jahr 2010 war die Stiftung Preisträger des bundesweit ausgeführten Innovationswettbewerbs 365 Orte im Land der Ideen.

## Motivation für die Gründung
Kinder mit seltenen Erkrankungen gehören zu den Schwächsten der Gesellschaft. Viele seltene Krankheiten sind unheilbar. Oft dauert es mehrere Jahre, bis die korrekte Diagnose gestellt werden kann. Die Pharmaindustrie hat angesichts begrenzter Marktkapitalisierung neuer Produkte kaum Interesse, in die Entwicklung neuer Medikamente zu investieren. Nur durch verstärkte Forschungsanstrengungen können die Grundlagen seltener Erkrankungen bei Kindern aufgeklärt werden. Dieses Wissen kann neue Therapiechancen eröffnen.

## Ziele
- Erhöhung der Sensibilität für seltene Erkrankungen
- Finanzielle Unterstützung mittelloser Familien mit an seltenen Erkrankungen leidenden Kindern – insbesondere auch von Patienten aus Schwellen- und Entwicklungsländern
- Erforschung der Ursachen seltener Erkrankungen
- Entwicklung innovativer Therapiestrategien
- Intensivierung eines globalen Dialogs zur Förderung von Wissenschaft und Forschung auf dem Gebiet seltener Erkrankungen von Kindern
- Aus- und Weiterbildung von Studierenden, Ärzten und Wissenschaftlern

Die Care-for-Rare Stiftung fördert im Gegensatz zu vielen anderen humanitären Initiativen nicht primär medizinische Hilfe im Einzelfall, sondern verfolgt das Ziel, die Grundlagen der Erkrankungen zu erforschen und damit eine Vertiefung des Verständnisses der Krankheitsursachen zu erreichen.

## Strategie
Die Stiftung fördert international ausgerichtete interdisziplinäre Netzwerke von Ärzten und Wissenschaftlern. Sie agiert auf globaler Ebene und unterstützt insbesondere eine Zusammenarbeit mit Entwicklungs- und Schwellenländern. Sie kooperiert mit der Allianz Chronischer Seltener Erkrankungen (ACHSE e.V.), Patientenverbänden und verschiedenen Institutionen und Körperschaften, um ihre Ziele zu realisieren. Durch die fünf Förderlinien entfaltet sich die Care-for-Rare Idee mehrdimensional.

## Förderlinien

### Care-for-Rare Alliance
Die Care-for-Rare Allianz ist ein großes Netzwerk aus Ärzten und Wissenschaftlern, die sich der Vision der Stiftung verschrieben haben – weltweit alle Kinder mit seltenen Erkrankungen zu heilen. Sie arbeiten in Kinderkliniken oder an wissenschaftlichen Instituten und unterstützen so die Mission der Stiftung: Kinder mit seltenen Erkrankungen zu behandeln, die Ursachen der Krankheiten zu entschlüsseln und Therapien zu entwickeln.
Das Care-for-Rare Center am Dr. von Haunerschen Kinderspital in München stellt medizinische Versorgung für Kinder mit seltenen Erkrankungen bereit. Weltweit arbeiten Kompetenzzentren zusammen, um Kinder mit seltenen Krankheiten zu unterstützen und zu heilen. Gegenwärtig werden an folgenden Standorten Care-for-Rare Center errichtet: an der Universität von Alexandria (Ägypten), am Sheiba Medical Center in Tel Aviv (Israel), an dem National Center of Hematology in Karachi (Pakistan) und an dem Wadia Childrens Hospital in Mumbai (Indien).

### Care-for-Rare Academy
Das Care-for-Rare Akademieprogramm unterstützt weltweit Kollegen dabei, Diagnosen und Therapien seltener Erkrankungen zu erlernen. Es werden Stipendien vergeben, um an ausgewählten Kongressen teilzunehmen oder um ausgedehnte Aufenthalte in Kompetenzzentren zu gewährleisten. Aktuell läuft die Ausschreibung für die Vergabe von 10 Stipendien an dem diesjährigen internationalen Fachsymposium für Translationale Medizin „From Rare to Care“ vom 8.–10. Oktober in Herrenchiemsee.

### Care-for-Rare Awards
Die Stiftung lobt jährlich zwei Preise aus, um junge Wissenschaftler zu ermutigen, im Bereich der seltenen Krankheiten zu forschen. Der „Dr. Holger Müller“-Preis, dotiert mit 5.000 Euro, zeichnet einzelne Wissenschaftler oder eine Gruppe aus, die im jeweiligen Vorjahr einen herausragenden wissenschaftlichen Beitrag zum Thema „seltene Erkrankungen“ veröffentlicht haben. Mit bis zu 50.000 Euro stellt der von der Werner Reichenberger Stiftung gestiftete „Care-for-Rare Science Award“ eine große Unterstützung für junge Wissenschaftler bereit, damit diese Forschungsprojekte im Bereich seltener Krankheiten beginnen können.

### Care-for-Rare Aid
Die Care-for-Rare Hilfe ermöglicht Spendern weltweit einzelne Patienten zu unterstützen, um ihnen den Zugang zu moderner genomischer Medizin zu ermöglichen.

### Care-for-Rare Awareness
Die Care-for-Rare Awareness fördert die Verbreitung von Informationen über seltene Krankheiten und führt Awarenesskampagnen für die besonderen Belange von Menschen mit seltenen Erkrankungen durch.

## Auszeichnungen und Preisverleihungen
- 2010 Preisträgerin im bundesweit ausgeführten Innovationswettbewerbs „365 Orte im Land der Ideen“
- ausgezeichnet als „Wissenschaftsstiftung des Jahres 2016“ durch die Deutsche Universitätsstiftung des Deutschen Hochschulverbandes und die Dr.-Jürgen-Rembold-Stiftung[2]
- Die Stiftung lobt jährlich in Kooperation mit der Dr.-Holger-Müller-Stiftung den Dr.-Holger-Müller-Forschungspreis aus. Mit diesem Preis soll ein Zeichen für die Erforschung seltener Erkrankungen gesetzt werden. Der Namensstifter des Wissenschaftspreises, Holger Müller (* 14. September 1948; † 28. Oktober 2008), war promovierter Facharzt für Laboratoriumsmedizin und Biochemie und arbeitete 20 Jahre lang als Chefarzt an der Klinik am Eichert in Göppingen.[3] Als Forscher entwickelte er u. a. eine Methode für den durchflusszytometrischen Nachweis des HLA-B27 auf Lymphozyten.
  - Der Preisträger für die Ausschreibung aus dem Jahr 2011 ist Karl Peter Schlingmann[4][5]. Die Preisverleihung fand am 28. Februar 2012 statt. Gewürdigt wurden die herausragenden Arbeiten von Schlingmann über die genetischen und pathophysiologischen Grundlagen der idiopathisch infantilen Hyperkalzämie.[6]
  - Preisträger 2012 ist Frank Kaiser. Bei der Preisverleihung am 7. März 2013 wurden Kaisers Arbeiten zu Mutationen des RAD21-Gens als genetische Ursache von Cohesinopathien gewürdigt.[7]
  - Preisträger 2013 sind Daniel Kotlarz und Natalia Zietara. Bei der Preisverleihung am 12. März 2014 wurden ihre Arbeiten zur Identifizierung der humanen Interleukin-21 Rezeptor-Defizienz als neue primäre Immundefekterkrankung gewürdigt.[8]
  - Preisträger 2014 sind Theresa Schumacher und Lukas Bunse vom Deutschen Krebsforschungszentrum in Heidelberg. Bei der Preisverleihung am 12. März 2015 wurden ihre grundlegenden Forschungsarbeiten zur Entwicklung eines Impfstoffes gegen Hirntumore ausgezeichnet.
  - Preisträger 2015 sind Nina Bögershausen (Institut für Humangenetik der Universitätsmedizin Göttingen) und I-Chun Tsai (Duke University, Durham, USA) für ihre Forschungsarbeiten zum seltenen Kabuki-Syndrom. Die Preisverleihung fand am 16. März 2016 in Esslingen statt.
  - Preisträger 2016 ist Peter Kühnen (Institut für experimentelle pädiatrische Endokrinologie der Charité – Universitätsmedizin Berlin), der die Auszeichnung für seine Erforschung der Ursachen genetisch bedingter Adipositas erhält.
  - Preisträger 2017 ist Carsten Bergmann (Universitätsklinikum Freiburg) für Erfolge in der Erforschung der genetischen Ursachen frühkindlicher Nierenerkrankungen.
  - Preisträger 2018 sind Robert Fledrich und Ruth Martha Stassart (beide Universität Leipzig und Max-Planck-Institut für Experimentelle Medizin) für eine mögliche Behandlung der bislang als unheilbar geltenden Charcot-Marie-Tooth-Erkrankung, einer seltenen Erkrankung des Nervensystems[9].
  - Preisträger 2019 ist Sander Lambo (Hopp-Kindertumorzentrum Heidelberg) für die Entdeckung eines entscheidenden genetischen Treibers bei einer seltenen und sehr aggressiven Form von Hirntumoren, die hauptsächlich bei Kindern unter drei Jahren auftritt.
  - Preisträger 2020 ist Dasha Nelidova (Institut für Molekulare und Klinische Ophthalmologie Basel, Schweiz) für ihre Studie zur Entwicklung neuer Therapien bei seltenen Netzhauterkrankungen, mit der es gelungen ist, große Fortschritte bei der Erforschung der Wiederherstellung des Sehvermögens bei blinden Patienten zu erzielen[10].
  - Preisträger 2021 ist Felix Schmitt-Hoffner (Deutsches Krebsforschungszentrum und Hopp-Kindertumorzentrum Heidelberg) für eine verbesserte Einteilung von Kindern mit Neuroblastomen (Krebserkrankung des Nervensystems) in Risikogruppen, um Hochrisikopatienten genauer identifizieren und therapieren zu können[11].
  - Preisträger 2022 ist Lena-Luise Becker (Charité – Universitätsmedizin Berlin) für die Entdeckung der Ursache einer seltenen Gefäßerkrankungen (Kohlmeier-Degos Krankheit) und die Entwicklung einer passenden Therapie[12].
  - Preisträger 2023 ist Christine Wolf für eine Studie zu Ursache und Therapie der seltenen Autoimmunerkrankung systemischer Lupus erythematodes[13].
- In Kooperation mit der Werner Reichenberger Stiftung lobt die Care-for-Rare Foundation jährlich den mit 50.000 Euro dotierten Care-for-Rare Science Award aus, um neue und kreative Projekte zu fördern. Ein unabhängiges wissenschaftliches Preisrichtergremium wählt die Projektvorschläge nach Kriterien der wissenschaftlichen Exzellenz, Interdisziplinarität, und klinischen Relevanz aus.
  - Preisträgerin 2013 ist Tina Wenz mit der Projekteinreichung Towards a targeted protein replacement therapy for mitochondrial protein synthesis defects.
  - Preisträgerin 2014 ist Petra Wendler mit der Projekteinreichung Investigation of the Zellweger Syndrome Spectrum disorders at molecular level.
  - Preisträger 2015 ist Michael Schmeisser mit der Projekteinreichung Translational analysis of epilepsy in Phelan-McDermid syndrome and other Shankopathies
  - Preisträger 2016 ist Heymut Omran mit der Projekteinreichung Validity of diagnostic testing in Primary Ciliary Dyskinesia
  - Preisträger 2017 ist Christian Michael Grimm mit der Projekteinreichung Molecular dissection of the neuronal ceroid lipofuscinosis causing CLN3 protein
  - Preisträger 2018 sind Tobias Hirsch und Dierk Niessing mit den Projekteinreichungen Center for cell and gene therapy in epidermolysis bullosa bzw. graspPURA
  - Preisträger 2019 ist Holm Schneider mit der Projekteinreichung Prenatal therapy of X-linked hypohidrotic ectodermal dysplasia with a recombinant Fc-receptor targeted ectodysplasin-A1 replacement protein
  - Preisträger 2021 ist Gianluca Santamaria mit der Projekteinreichung Unraveling the role of retinoic acid in Tetralogy of Fallot using patient-specific iPSC-derived cardiac organoids

## Organisation

### Vorstand
Vorstandsmitglieder sind derzeit
- Christoph Klein
- Andreas Staudacher

Laut Stiftungsgeschäft vom 6. August 2009 gehören dem ersten Vorstand folgende Mitglieder an:
- Christoph Klein (Vorsitzender)
- Andreas Staudacher (Stellv. Vorsitzender)

Die Wirksamkeit der Zuordnung als „Vorsitzender“ oder „Stellv. Vorsitzender“ im Stiftungsgeschäft wird von einem der Vorstandsmitglieder bestritten.
Das zuständige Regierungspräsidium Tübingen (Stiftungsaufsicht) hat die Vertretungsbescheinigung am 10. Juli 2024 dahingehend geändert (RPT0140-0563-620).

### Kuratorium
- Thomas Jaschke, Kuratoriumsvorsitzender; arvato Bertelsmann AG, Gütersloh
- Harald zur Hausen, Träger des Nobelpreises für Medizin und Physiologie 2008
- Josef Sayer, Misereor, Aachen
- Bruce Beutler, Träger des Nobelpreises für Medizin und Physiologie 2011
- C. Ney, UN-Botschafter
- Josef Penninger, Direktor des Instituts für Molekulare Biotechnologie (IMBA), Wien, Österreich
- Hubert Thaler, Vorstandsvorsitzender der Werner Reichenberger Stiftung, Starnberg

### Wissenschaftlicher Beirat
- Jean-Laurent Casanova, Professor am Institut für Humangenetik der Infektionskrankheiten an der Rockefeller-Universität, New York, USA[14]
- Ulrike Gaul, Humboldt-Professorin am Genzentrum der Ludwig-Maximilians-Universität, München
- Scott B. Snapper, Forschungsleiter, Division of Pediatric Gastroenterology, Children’s Hospital, Harvard Medical School, Boston, USA